# エクストラバガンザ

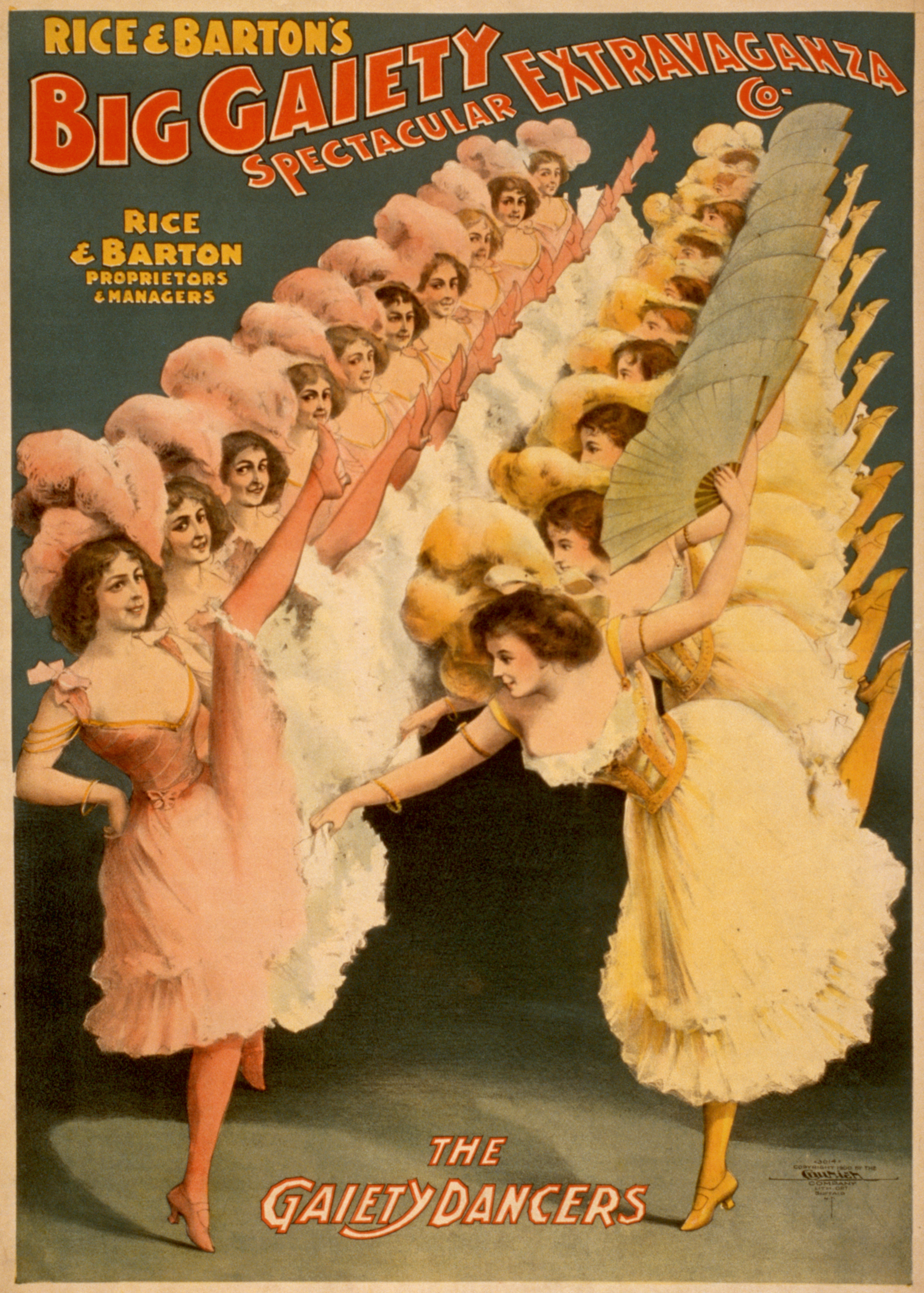
コーラス・ガールたちを描いた、1900年のエクストラバガンザ興行のポスター。

エクストラバガンザ (英語: extravaganza) は、文学または音楽作品、あるいはミュージカルの作品で、様式や構造に囚われず自由であることを特徴とし、特に19世紀イギリスの文脈におけるヴィクトリア朝のバーレスク、パントマイム、ミュージックホール、パロディなどの要素が盛り込まれたもののこと。また、より広い意味では、手の込んだ、大掛かりで贅沢な舞台芸能の上演形態を指すこともある。

## 概要
この用語は、ジェームズ・プランチェが19世紀のイギリスにおいて流行させた、ある種の演劇を指して用いられた。プランチェは、この言葉を「詩的な主題についての滑稽な扱い (the whimsical treatment of a poetical subject)」と説明していた。著名な出演者としては、ルシア・エリザベス・ヴェストリスやリディア・トンプソンなどがいる。
しばしば主題として取り上げられるのは、妖精（フェアリー）が登場するような神話や妖精物語であり、ファンタジー的内容を派手な演出で見せる大衆的な芸能であった。この意味でこの用語が使われた初出は、1794年とされる。
この用語は、イタリア語において「浪費」ないし「贅沢」を意味する「extravaganza」、ないし「stravaganza」に由来するとされる。英語では、18世紀半ばに奇矯な行動を指す言葉として用いられるようになり、その後、18世紀末にはファンタジー的内容の舞台を指すようになった。